# Big Floppa
Big Floppa, sau pur și simplu Floppa (rusă Шлёпа), este o memă bazată pe un caracal rus pe nume Gosha (rusă Гоша), denumit și Grigore (engleză Gregory). Grigore este mai puțin preferat iar comunitatea de meme îl cheamă "Floppa".

## Originea și viața personală
Pe 23 decembrie 2019, utilizatorul Instagram prozhony a postat o fotografie cu caracalul său de companie pe nume Gosha (Гоша) și o altă pisică întinsă pe o fereastră. Imaginea a primit peste 16.600 de vizualizări în șase luni (condus în mare parte de popularitatea meme-urilor). Numele „Big Floppa” își are originea în referire la urechile mari și smocuri distinctive ale caracalului.
Gosha s-a născut pe 21 decembrie 2017 la Kiev, Ucraina. În aprilie 2018, a fost adoptat de Andrey Bondarev și Elena Bondareva de la Moscova. Andrei și Elena dețin și o pisică de casă pe nume Justin (rusă Жора, Zhora), care este cu 4 ani mai mare decât Gosha și împarte o cameră cu el. Lui Gosha îi place să mănânce creveți și șoareci și este foarte activ în apartamentul său.
După invazia rusă a Ucrainei din 2022, multe rețele de socializare au fost interzise în Rusia, inclusiv Instagram, unde proprietarii lui Gosha postează de obicei. Ca răspuns la aceasta, pe pagina lor de Instagram a fost făcută o postare pe care scria „Dragi prieteni, astăzi Instagram va fi blocat în Rusia, dar rămânem alături de voi!” . La scurt timp după acest anunț, au anunțat și crearea unui canal YouTube și a unui canal Telegram. Canalul YouTube al lui Gosha, numit „Big Floppa Official” găzduiește fluxuri live ale lui Gosha cu diverse camere web în jurul casei lui Andrey și Elena. În martie 2022, canalul lui Gosha a atins pragul de 17,2k de abonați.

## Extindere și variații ale memelor
Big Floppa a dat naștere unei subculturi pe internet bazată pe memeuri cu caracali în general. Comunitatea este activă pe o serie de platforme de social media, cum ar fi Telegram și Matrix, cu mai multe grupuri dedicate creării și partajării unui astfel de material.
În cadrul acestei comunități, termenul „Floppa/floppas” (litere mici atunci când este folosit generic) a ajuns să se refere la caracali în general, și în special la o serie de alte animale de companie denumite caracali cu prezență pe rețelele sociale sau urmăritori YouTube care și-au creat propriile memeuri.
Big Floppa, ca titlu distinct, este acum rezervat de obicei doar pentru Gosha și este adesea comparat cu multi rapperi, deoarece este foarte asemănător cu numele scenelor multor rapperi, „Big Floppa” în sine fiind o referință la melodia Notorious BIG din 1994, Papa mare⁠(d). El este, de asemenea, cunoscut pentru că este un personaj principal în mema despre mai multe crime de război și atacuri teroriste.
În cultura rusă de pe internet există un flash mob numit "Мам, смотри, это Шлёпа, он тебе нравится?" (Mamă, uite, e Floppa, îți place de el?).